# Junko Minagawa
Junko Minagawa (皆川 純子 Minagawa Junko?,  Prefectura de Ibaraki, 22 de noviembre de 1975) es una seiyū japonesa, afiliada a Haikyo. Es conocida por sus interpretaciones de personajes masculinos, aunque también ha realizado papeles femeninos.

## Filmografía

### Anime
- .hack//Leyenda del Crepúsculo (Shugo Kunisaki)
- Akatsuki no Yona (Yoon)
- ARIA (Akira E. Ferrari)
- Black Cat (Leon Elliott and Silphy)
- Black Clover (Mereoleona Vermillion)
- Bokurano (Jun Ushiro)
- Busō Renkin (Madoka Maruyama)
- Campione!  (Verethragna)
- Chrono Crusade (Joshua Christopher)
- Code Geass (Cornelia Li Britannia)
- D.Gray-man ("Archie")
- Drifters (Jeanne d'Arc)
- Duel Masters (Hakuoh)
- El Mundo de Narue (Kanaka Nanase)
- Fantastic Children (Tohma)
- Fushigiboshi no Futagohime (Eclipse/Shade)
- Godannar (Shinobu Saruwatari)
- Gokukoku no Brynhildr (Initializer)
- He is my master (Yoshitaka Nakabayashi)
- Honey and Clover (Kaoru Morita - de niño)
- Jinki:extend (Mel J. Vanette)
- Katsugeki: Touken Ranbu (Saniwa)
- Kimetsu no Yaiba (Madre de Mitsuri Kanroji)
- Loveless (Ritsuka Aoyagi)
- Mermaid Melody (Mikeru)
- Mahō Sensei Negima (Ayaka Yukihiro)
- Naruto (Madre de Haku)
- Pandora Hearts (Oz Vessalius)
- Planet Survival (Shingo)
- Rockman.EXE Axess (Allegro)
- Sailor Moon Crystal (Haruka Ten'ō)
- Seikon no Qwaser (Alexander "Sasha" Nikolaevich Hell) (Drama CD)
- Shakugan no Shana (Khamsin Nbh`w)
- Shounen Onmyouji (Genbu)
- The Prince of Tennis (Ryoma Echizen)
- Trinity Blood (Ion Fortuna)
- Tsubasa: RESERVoir CHRoNiCLE (Ryuuou)
- Vampire Knight (Ruka Souen)
- Sekaiichi Hatsukoi ("Isaka Ryuuichirou - de niño")
- Super Lovers (Ren Kaido)

### Películas
- Pretty Guardian Sailor Moon Eternal  (Haruka Ten'ō)
- Pretty Guardian Sailor Moon Cosmos: The Movie (Haruka Ten'ō)

### Videojuegos
- league of legends (fiora)
- Catherine (Erica Anderson y Rue Ishida)
- Dead or Alive 4 (Eliot)
- Dragon Shadow Spell (Jehuty)
- Eternal Sonata (Count Waltz)
- Fatal Frame 3 (Rei Kurosawa, Reika Kuze)
- Hyperdimension Neptunia mk2 (Linda)
- Nana (Nana Osaki)
- Suikoden V (Roy and option B of Prince voice)
- The legend of Heroes: Zero no Kiseki/Ao no Kiseki (Wazy Hemisphere)
- Resident Evil 2 Remake (Ada Wong)
- Resident Evil 6 (Ada Wong)
- Resident Evil: Operation Raccoon City (Ada Wong)
- Tales of Hearts (Incarose)
- Guilty Gear (Ariels)
- Genshin Impact (Xingqiu)
- Captain Tsubasa Dream Team (Alfredo Di Piazzolla)

### CD Drama
- Fullmetal Alchemist 1 (Edward Elric)
- Beauty Pop 1 (Kiri Koshiba)

### Doblaje
- Hey Arnold!: The Jungle Movie (Arnold Shortman)

## Música
- Interpretará el ending de la tercera temporada de Sailor Moon Crystal eternal eternity junto con Sayaka Ohara.[1]